# Citizen
Citizen Watch Co., Ltd. (на японски: シチズン時計株式会社, Shichizun tokei Kabushiki-gaisha) е японска компания, известна предимно с производството си на часовници, калкулатори и други електронни продукти.
Компанията е основана през 1930 година от японски и швейцарски инвеститори. Те поемат управлението на изследователския институт за часовници Shokosha (основан през 1918 г.) и някои съоръжения от завода за сглобяване, открит в Йокохама през 1912 г. от швейцарския производител на часовници Родолф Шмид.
Марката Citizen е регистрирана за първи път в Швейцария от Шмид през 1918 година за часовници, които той продава в Япония. Развитието на тази марка е подкрепено през 20-те години на миналия век от Гото Шинпей с надеждата, че часовниците могат да станат достъпни за широката публика. Растежът на Citizen до Втората световна война разчита на трансфера на технологии от Швейцария.
Седалището на компанията е в Токио. Американската компания Bulova e дъщерна на Citizen.

## Всички продукти на компанията
- Часовници. Производството на часовници дава около половината от печалбите на компанията (¥172 млрд. от ¥328 млрд. през 2015 г.). Освен самите часовници Citizen, компанията произвежда също часовници под търговските марки
  - Q&Q – произвеждат се от 1976 г., ежегодно се продават около 10 млн. часовници в 120 страни;
  - ARNOLD ＆ SON – швейцарски производител на часовници с 250-годишна история;
  - BULOVA – американски производител на часовници, от 2008 г. влиза в състава на групата Citizen;
  - Frederique Constant & Alpina – швейцарски производители в премиум сегмента.
- Стругове
- Принтери
- Течни кристали
- Светодиоди
- Медицинска техника
- Кварцови генератори
- Калкулатори
- Бижута
- Кварцови резонатори
- Сензори

## Корпоративни подразделения
- Vagary
- Bulova
- Alpina[3] и Atelier de Monaco[4]
- Frédérique Constant[5]
- Campanola[6][7]
- La Joux-Perret[8]
- Arnold & Son[9]

## Спонсорство
- Официално времеизмерване и официален часовник на US Open от 1993[10] до 2017.[11]
- ISU – Световно първенство по фигурно пързаляне
- Официален партньор за времеизмерване на ФК Манчестър Юнайтед
- Официален партньор на Торонто Мейпъл Лийфс
- Официален партньор за времеизмерване на Walt Disney World, Disneyland Resort, Tokyo Disney Resort, Disneyland Paris, Hong Kong Disneyland и Shanghai Disney Resort[12]